# Psectrogaster
Psectrogaster és un gènere de peixos de la família dels curimàtids i de l'ordre dels caraciformes.

## Taxonomia
- Psectrogaster amazonica (Eigenmann & Eigenmann, 1889)[2]
- Psectrogaster ciliata (Müller & Troschel, 1844)[3]
- Psectrogaster curviventris (Eigenmann & Kennedy, 1903)[4]
- Psectrogaster essequibensis (Günther, 1864)[5]
- Psectrogaster falcata (Eigenmann & Eigenmann, 1889)[6]
- Psectrogaster rhomboides (Eigenmann & Eigenmann, 1889)[2]
- Psectrogaster rutiloides (Kner, 1858)[7]
- Psectrogaster saguiru (Fowler, 1941)[8][9][10][11][12][13][14][15]